# Joseph Safra
Joseph Y. Safra (arabisch يوسف صفرا, in Brasilien auch José Safra; * 1. September 1938 in Beirut; † 10. Dezember 2020 in São Paulo) war ein brasilianischer Unternehmer und Investor.
Safra galt als einer der vermögendsten Bankiers der Welt und war Oberhaupt einer der reichsten Familien Südamerikas. Seit 1999 stand er dem als Safra Gruppe bekannten Familienkonzern vor, zu dem u. a. mehrere Banken, verschiedene Investment- und Beteiligungsgesellschaften sowie Holdings wie die der Encyclopædia Britannica gehören. (hierzu siehe den entsprechenden Abschnitt)

## Leben

### Herkunft
Joseph Safra wurde als jüngstes von neun Kindern von Jacob Eliahou und Esther Teira Safra in eine Familie orientalischer Juden geboren. Diese stammte aus Aleppo (Syrien), wo sie schon zu Zeiten des Osmanischen Reichs mit Kreditgeschäften und der Finanzierung von Karawanen zu Wohlstand gekommen war, und wo sie seit Mitte des 19. Jahrhunderts das Bankhaus Safra Frères et Cie. mit Filialen, u. a. in Konstantinopel und Alexandria, betrieb. In Beirut gründete Safras Vater 1929 den neuen Hauptsitz des Familienunternehmens, die Jacob E. Safra Bank. Safras Mutter starb, als er fünf Jahre alt war, sein Vater heiratete später erneut. Ab 1949 ließ sich die Familie zunächst in Mailand und ab 1952 dann in Brasilien nieder. A1 Safra beherrschte sieben Sprachen: Arabisch, Englisch, Französisch, Hebräisch, Italienisch, Portugiesisch und Spanisch.

### Nachkommen
Safra war seit 1969 verheiratet, seiner Ehe mit Vicky Sarfati entstammen vier Kinder.  Die Söhne sind in leitenden Positionen ebenfalls in die Safra-Unternehmungen eingebunden: David und Alberto Safra leiten die Banco Safra, während der älteste Sohn Jacob (Jacó) für die Safra National Bank of New York sowie alle sonstigen Geschäfte außerhalb Brasiliens verantwortlich zeichnet. Safras Neffe Edmond ist mit der Tochter des Kunstspekulanten David Nahmad verheiratet. Nahmad ist ein Cousin Safras, dessen Vorfahren ebenfalls schon in Aleppo und Beirut Bankiers waren und später nach Mailand migrierten.

### Karriere

#### Anfänge und Expansion

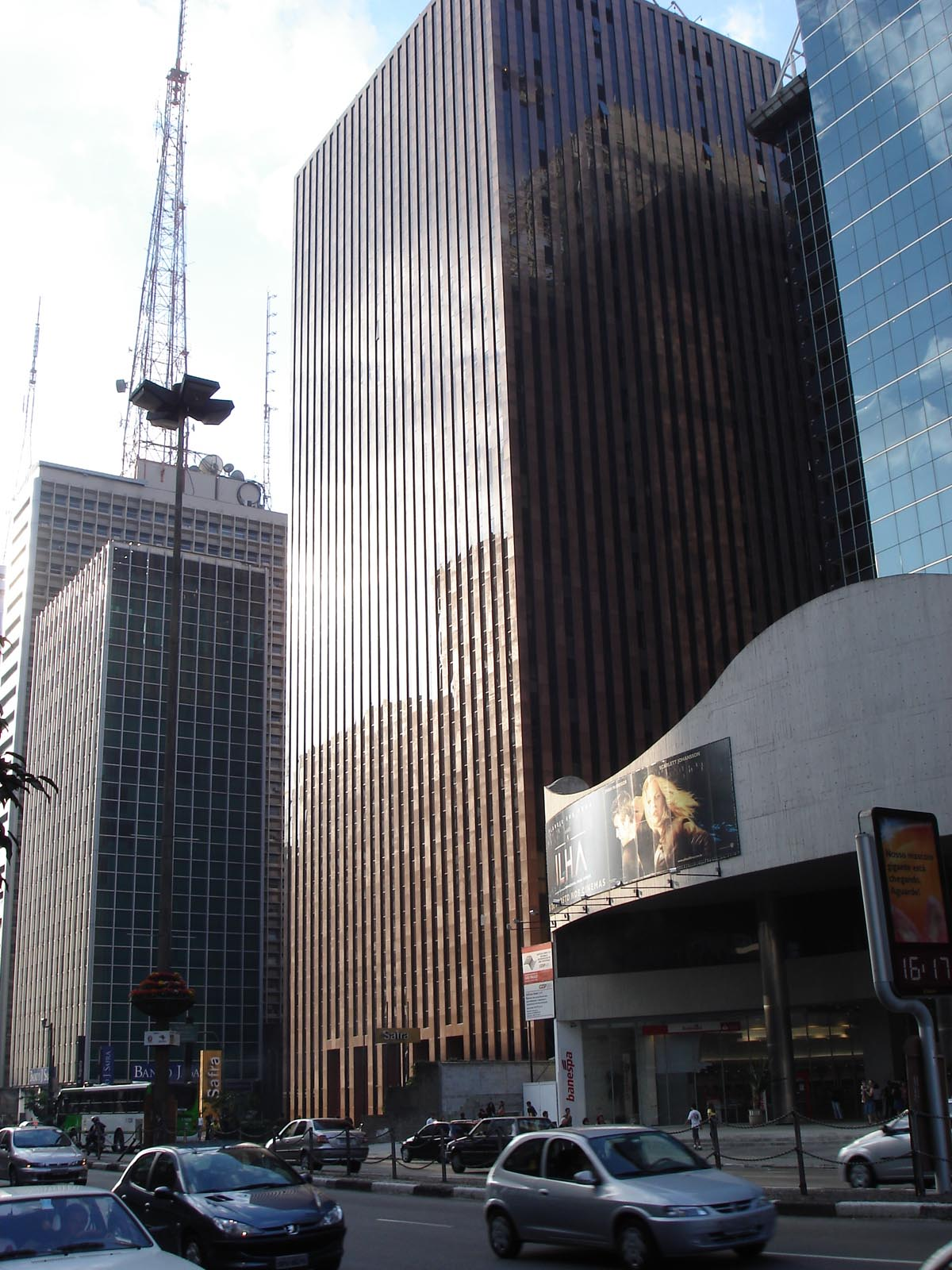
Gebäude der Hauptstelle der Banco Safra in São Paulos Finanzdistrikt in der Avenida Paulista, dessen Dachgarten Roberto Burle Marx gestaltete.

1954 begann Safras Vater zusammen mit Safras damals 23-jährigem Bruder Edmond als Finanzdienstleister in São Paulo zu arbeiten. Edmond verließ Brasilien kurz darauf und gründete 1956 in Genf die Trade Development Bank und 1966 in New York City die Republic National Bank of New York. Joseph Safra und sein Bruder Moise waren mittlerweile ebenfalls nach Brasilien übersiedelt und erwarben nach dem Tod des Vaters 1963 von ihrem älteren Bruder dessen Anteile am brasilianischen Geschäft. Mit deren Hilfe übernahmen sie die 1957 vom Vater in São Paulo neugegründete Banco Jacob Safra, aus der 1972 die Banco Safra wurde, heute eine der größten Privatbanken Brasiliens. Edmond hingegen wurde Eigentümer des Bankhauses in Beirut, das mittlerweile als Banque de Crédit National firmierte. 1987 gründeten Joseph und Moise Safra die Safra National Bank of New York, die 1997, nach dem Erwerb der New Yorker UBM-Tochter A2 United Mizrahi Bank, als Großhandelsbank lizenziert wurde. 1998 schuf zusammen mit dem US-amerikanischen Telekommunikationskonzern BellSouth die Mobilfunkgesellschaft BCP, die trotz Aufstieg zum zweitgrößten brasilianischen Unternehmen dieser Art keine schwarzen Zahlen schrieb. BCP wurde schließlich 2003 mit Verlust an den mexikanischen Magnaten Carlos Slim verkauft und dort Teil dessen neu gegründeten Mobilfunkgesellschaft Claro Americas.

#### Nach dem Tod des älteren Bruders
1999 hatte Edmond Safra den Verkauf seiner Gesellschaften (mit Ausnahme des libanesischen Bankhauses) an die britische HSBC Gruppe eingeleitet und zu Ungunsten seiner älteren Brüder ein neues Testament verfasst. Einige Monate später kam er unter aufsehenerregenden Umständen in Monte-Carlo ums Leben. Nach Edmonds Tod entwickelte sich zwischen den hinterbliebenen Brüdern ein Disput um dessen Erbe und die Nachfolge als Patriarch der Safra Gruppe, die weltweit Beteiligungen hielt und deren Firmen Finanzdienstleistungen sowohl in Süd- und Nordamerika, als auch in Europa vertrieben. Dabei wurde Joseph Safra, obwohl jünger an Jahren, schon damals die maßgebliche Führung zugeschrieben. 2000 erwarb er über die Jacob Safra Holding AG (Genf) die Zürcher Uto Bank AG, die daraufhin in Bank Jacob Safra (Schweiz) AG umbenannt wurde. So erhielt Safra eine Banklizenz für die Schweiz.
Nach dem Verkauf der 1990 erworbenen First International Bank of Israel (2003) und ihrer Anteile am israelischen Mobilfunkbetreiber Cellcom (2005) trennten sich dann die Wege der jüngeren Brüder. Nach zweijährigen Verhandlungen erwarb Safra im Juli 2006 schließlich sämtliche Anteile Moises am ehedem gemeinsam aufgebauten Bankgeschäft. Gemeinschaftlich hielten beide zunächst lediglich noch Aktien des brasilianischen Zelluloseherstellers Aracruz. Am Nachfolgekonzern Fibria war die J. Safra Sarasin Asset Management Ltd (Bahamas) dann zehn Jahre später nur noch mit 4,704 % beteiligt.
Ende Juli 2012 übernahm die Safra Gruppe für etwas mehr als eine Milliarde Schweizer Franken von der niederländischen Rabobank deren Mehrheitsanteil an der schweizerischen Bank Sarasin & Cie, die seit 2013 als Bank J. Safra Sarasin firmiert.
Seit dem Tod Moise Safras, der, wie auch sein Bruder Edmond, an der Parkinson-Krankheit litt, an deren Folgen er am 15. Juni 2014 verstorben war, tritt das Familienunternehmen unter Safras Leitung als J. Safra Sarasin Gruppe auf. Anfang November 2014 erwarb diese für mehr als 700 Millionen englische Pfund den Swiss Re Tower von der insolventen deutschen Immobiliengesellschaft IVG, nachdem die Safras zusammen mit der chinesischen Investorin Zhang Xin schon im Jahr zuvor beinahe doppelt so viel für 40 % der Anteile am New Yorker General Motors Building gezahlt hatten, was dieses zum mutmaßlich teuersten Gebäude der Vereinigten Staaten werden ließ. Ebenfalls 2014 übernahmen die Safra und die Cutrale Gruppe gemeinschaftlich die Aktienmehrheit des multinationalen Agrarkonzerns Chiquita Brands International.

## Kontroversen

### Bestechung
Seit April 2016 stand Safra in Brasilien wegen Bestechung, die im Verlauf dortiger Korruptionsermittlungen („Operation Zealots“) infolge des sogenannten Petrobras-Skandals aufgedeckt wurde, unter Anklage. Safra soll einem Plan seines Managements zugestimmt haben, nach begangener Steuerhinterziehung Beamten der brasilianischen Finanzbehörden ca. 4,25 Millionen US-Dollar zu zahlen, um eine Reduzierung der aufgelaufenen Steuerschuld in Höhe von ca. 505 Millionen US-Dollar zu erreichen. Im Dezember 2016 stellte das Bundesgericht das Verfahren jedoch ein.

### Steuerhinterziehung
Ebenfalls im April 2016 wurde bekannt, dass die Bank J. Safra Sarasin, ihre luxemburgische Gesellschaft sowie weitere ihrer Offshore-Dependancen für die Gründung einer großen Zahl der in den sogenannten Panama Papers veröffentlichten Briefkastenfirmen verantwortlich zeichneten. Bereits 2015 hatte die Bank ein vom Department of Justice verhängtes Bußgeld in Höhe von mehr als 85 Millionen US-Dollar akzeptiert und damit eine strafrechtliche Verfolgung abgewendet. Die Behörde konnte mutmaßlich beweisen, dass die Bank reichen US-Bürgern bei der Umgehung ihrer Steuerpflichten geholfen hat. Bereits 2009 wurde der Safra Bank nachgesagt, sich durch die Vermarktung eines Fonds, der Teil des Betrugssystems Bernard L. Madoffs gewesen war, bereichert zu haben, was sich 2011 bestätigte. Safras Bank zählt außerdem zu den Gesellschaften, die sich in Deutschland in der Vergangenheit auf erzielte Kapitalerträge mittels „Dividendenstripping“ Steuern erstatten ließen, die nie gezahlt worden waren.

## Vermögen
Der Multi-Milliardär belegte 2015 mit einem geschätzten Vermögen von 17,3 Milliarden US-Dollar Platz 52 auf der Forbes-Liste der reichsten Menschen der Welt. Ein Jahr später wurde er bereits auf Platz 42 gelistet, nachdem sein Vermögen abermals gewachsen war. Unter den 300 Reichsten der Schweiz belegte die Familie Safra 2018 den 4. Platz mit einem geschätzten Vermögen von 19 bis 20 Milliarden Schweizer Franken.
Bei jüdischen Verbänden und Institutionen, insbesondere denen der Mizrachim und der Sephardim, galt Safra als Philanthrop. Wie schon seine Brüder gründete er eine Stiftung, die u. a. Synagogen oder konfessionell gebundene Zusammenschlüsse und Initiativen unterstützt. Ebenfalls wie seine Brüder galt Safra als distinguiert, öffentlichkeitsscheu und sehr auf seine persönliche Sicherheit bedacht. So nutzte er aus Furcht vor Anschlägen für den Weg zur Konzernzentrale oder zu Veranstaltungen vorwiegend eigene Hubschrauber oder Flugzeuge und beschäftigte Leibwächter, die in Israel speziell trainiert wurden und ihn beinahe ständig begleiteten.